# Byczyna
Byczynaⓘ (em alemão: Pitschen) é um município no sudoeste da Polônia, localizado na voivodia de Opole, no condado de Kluczbork e é a sede da comuna urbano-rural de Byczyna.
Historicamente, Byczyna está localizada na Baixa Silésia, como parte do antigo Ducado de Brzeg. Entre 1975 e 1998, a cidade pertenceu administrativamente à antiga voivodia de Opole.
Estende-se por uma área de 5,8 km², com 3 340 habitantes, segundo o censo de 31 de dezembro de 2024, com uma densidade populacional de 577 hab./km².
A cidade é parceira da Verbandsgemeinde Deidesheim da Alemanha.

## Informação geral
A cidade está situada na mesorregião física e geográfica de Wysoczyzna Wieruszowska no centro da Polônia, a cerca de 15 km ao norte de Kluczbork. Economicamente é um centro de comércio local e de serviços. Abriga pequenas indústrias de materiais de construção, produtos de madeira e vestuário. É a sede do campeonato anual de futebol americano de veteranos da Polônia, das sessões de pintura ao ar livre e dos torneios de cavaleiros.

## Toponímia
A primeira menção à aldeia na forma de Byscin vem de 1228. O nome foi posteriormente citado também nas formas Bychina (1268), Bitsina (1283), Pitschin (1283), Bytschin (1294), Biczinam (cerca de 1300), Byzina (1312), Bitschin (1331), Bitschin (1449), Pitschen (1460), Bitczinam (1488), Pitschen (1587), Biczinensi (1599), Pitschen (1783), Pitschen, Byczyna (1845), Byczyna, Pitschen (1880), Byczyna, Pitschen (1939), Pitschen — Byczyna, -y, byczyński (1946). Em 1613, o regionalista e historiador da Silésia Mikołaj Henel, de Prudnik, mencionou a cidade em seu trabalho sobre a geografia da Silésia intitulado Silesiographia dando seu nome em latim: Bicina
O nome vem da palavra comum byczyna que denota o local de criação e pastoreio de touros ou do nome pessoal Bycz que vem da palavra byk (touro). O nome Byczyna foi germanizado como Bitschin, mais tarde Pitschen. O nome Pitschen foi registrado pela primeira vez no documento comercial dos príncipes Luís II e Henrique IX de 31 de maio de 1400.
Em 1945, após a conquista da cidade pela administração polonesa, foi introduzido seu nome atual, o que foi oficializado em 1946.

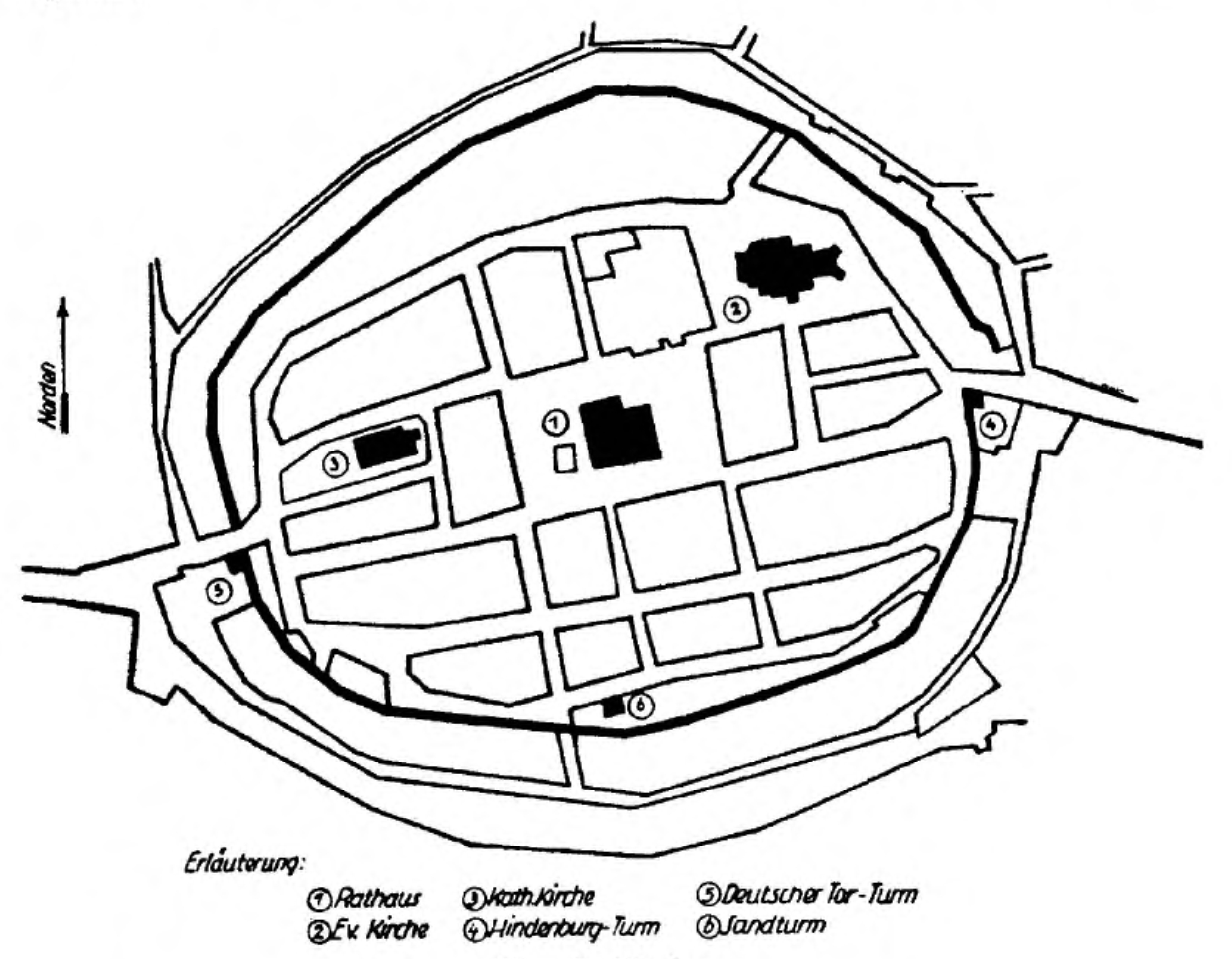
Planta do centro de Byczyna (antes de 1939)

### Lenda da origem do nome da cidade
Uma das colinas dominantes da área está localizada a leste de Byczyna, sobre a qual as rotas comerciais se cruzariam desde tempos imemoriais. Diz a lenda que neste local, de onde a vista se estende por muitos quilômetros, os caminhantes que viajavam com seus pertences pararam uma vez. Eles se sentiam seguros aqui, porque graças à localização favorável da colina, eles não poderiam ser surpreendidos pelo inimigo. Então, um touro da manada de errantes, cavando com o casco no chão, encontrou uma vasilha cheia de moedas de ouro. Os caminhantes, considerando isto um bom e feliz sinal, decidiram se estabelecer nesta área e chamar o assentamento de Byczyna. Outra lenda diz que nas proximidades da colina Krzyżowe, grandes mercados de carne bovina eram mantidos, que naquela época eram chamados de bykowina, portanto, o assentamento próximo era chamado de Byczyna.

## História

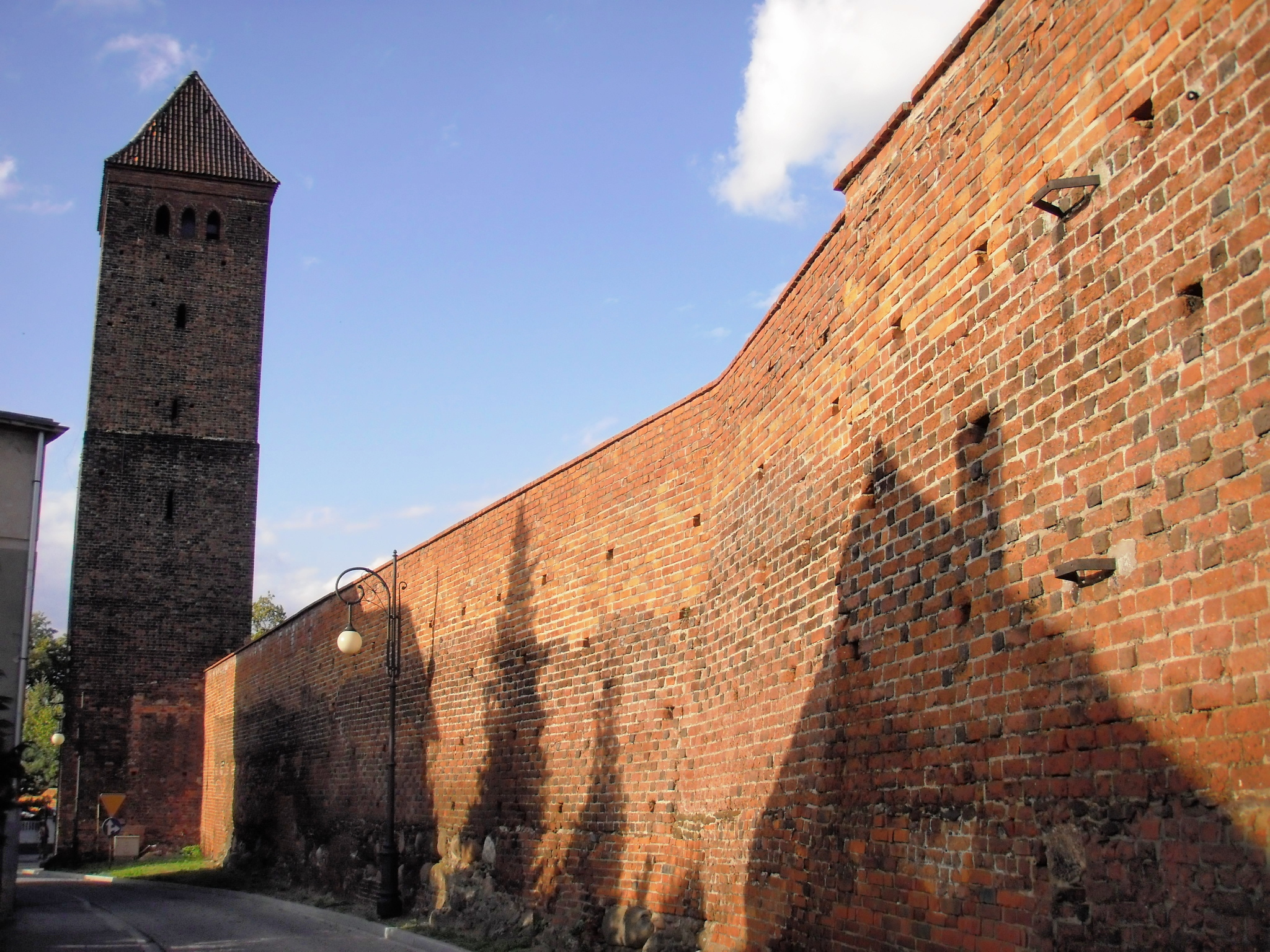
Muralhas defensivas dos séculos XV a XVI com a Torre do Portão leste

### Idade Média
Jan Długosz mencionou Byczyna como uma cidade em sua crônica. O documento do bispo João da Pomezânia de 1433 confirma sua localização. Os cronistas confirmam a notícia de que antes de 1054 a cidade era temporariamente a residência do bispo de Breslávia, porque durante os tempos de Miecislau I a sufragânea do bispo deveria estar em Smogorzów, de onde foi transferida para Byczyna, e só mais tarde para Breslávia.
Apesar dos inúmeros documentos preservados contendo referências à cidade, a data de concessão dos direitos de cidade é desconhecida. Segundo dados incertos, deveria ter sido dado por Henrique I, o Barbudo em 1228, a partir desse ano também foi preservado um documento, provavelmente por ordem do príncipe, contendo tal registro sobre Byczyna, provando que já poderia ser uma cidade: ... e que não teríamos que cobrar uma multa pesada de barracas e tabernas em Byczyna, o abade nomeado nos deu parte da renda da igreja em Zarzysko perto de Olesno. Presume-se que Byczyna recebeu o foral de cidade na lei ocidental antes de 1268.
Originalmente, a cidade pertencia ao Ducado de Breslávia. Em 1293, durante as lutas pela sucessão de Henrique IV, o Justo, foi tirada de Henrique V, o Barrigudo, pelo príncipe Henrique III de Głogów. Nos anos 1341–1348, estava sob o governo do rei Casimiro, o Grande, que em 1356, juntamente com Kluczbork, a trocou pelo Ducado de Płock, dando Byczyna ao rei tcheco Carlos IV.

### Séculos XVI ao XX

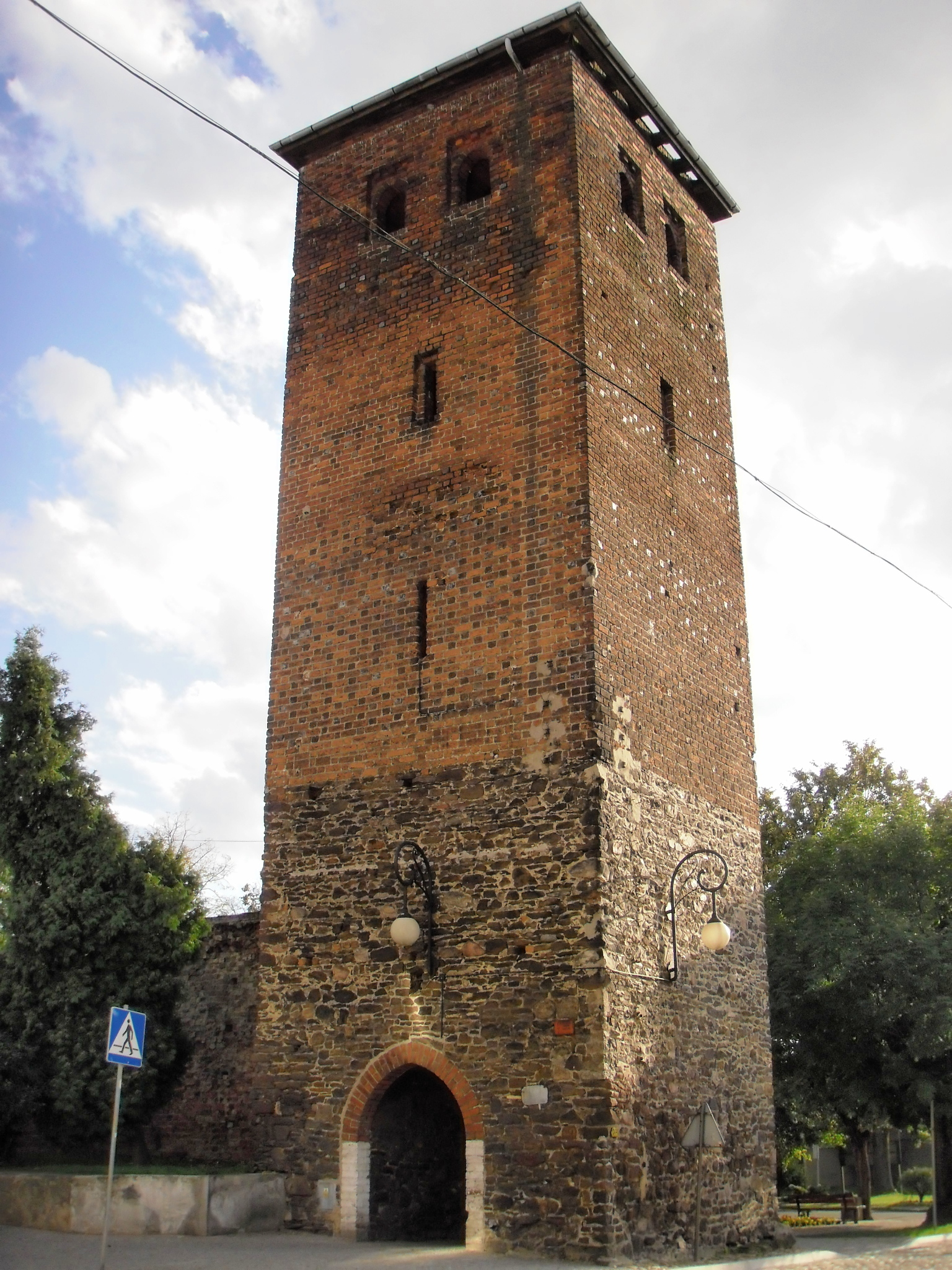
Torre do Portão oeste

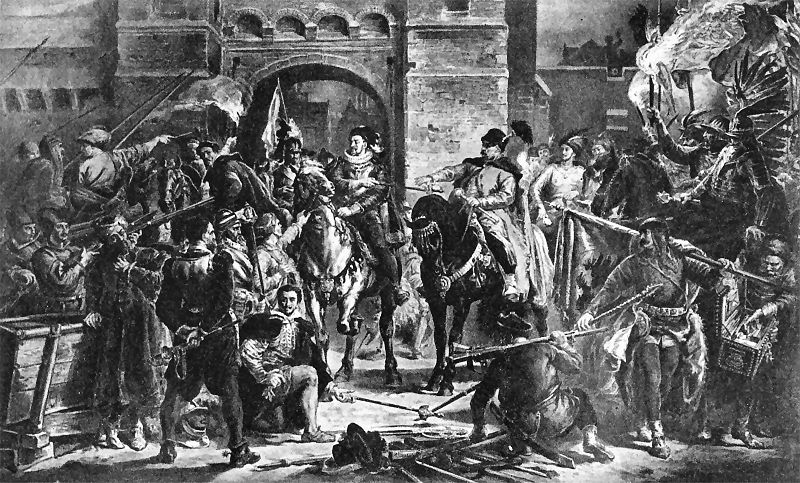
“Zamoyski perto de Byczyna” (1884) — Jan Matejko (pintura perdida)

Na batalha de Byczyna em 24 de janeiro de 1588, o exército de Jan Zamoyski derrotou o exército do arquiduque austríaco Maximiliano, um pretendente ao trono polonês.
Após a morte do último príncipe de Legnica e Brzeg, Jorge Guilherme em 1675, Byczyna ficou sob a gestão direta dos governantes da Áustria, e a partir de 1742 estava nas fronteiras da Prússia. A cidade também desempenhou um papel significativo no comércio da Silésia, já que até 1736 eram realizadas aqui três a seis feiras por ano. No censo de 1771, havia 268 casas e 1 191 habitantes na cidade. O artesanato também se desenvolveu, associado em sete guildas: padeiro, açougueiro, alfaiate, sapateiro, peleiro e ferreiro e serralheria.
Byczyna sofreu vários incêndios, os maiores dos quais foram registrados nos anos: 1407, 1512, 1617, 1655, 1719 e 13 de julho de 1757. Pestes e guerras também causaram desastres na cidade. Ela foi destruída pelos hussitas em 1430 e não foi poupada na Guerra dos Trinta Anos e na Segunda Guerra Mundial.
A descrição topográfica da Alta Silésia de 1865 registra as relações populacionais na cidade: em 1861 2 128 habitantes na cidade, dos quais 1 850 falavam alemão e 278 polonês. Conforme o censo de 1910, 2 500 habitantes da cidade declararam o alemão como língua materna e 224 o polonês.
Durante o plebiscito em março de 1921, de 2 211 pessoas elegíveis (incluindo 985 emigrantes alemães) na cidade, 59 votaram na Polônia e 2 103 na Alemanha (5 votos foram inválidos).
Em 1925 a cidade tinha 2 639 habitantes, e em 1933 tinha 3 007. No período entre guerras, havia duas serrarias, de propriedade de Otto Locke e Gustaw Gebauer, a cervejaria Dalibor-Bräutmann e uma pequena fábrica de cerâmica de Paul Seiffert. Além disso, havia muitas pequenas oficinas de artesanato na cidade: a maioria sapateiros e alfaiates.
Em 19 de janeiro de 1945, o exército alemão foi expulso da cidade pelas unidades da 56.ª Brigada Blindada e da 23.ª Brigada de Infantaria Mecanizada do 7.º Corpo Blindado do 3.º Exército Panzer da 1.ª Frente Ucraniana. Trinta e oito soldados soviéticos morreram no conflito. Em 1 de maio de 1945, um “Monumento de Gratidão” foi erguido em sua homenagem. Em 27 de outubro de 2022, o Instituto de Memória Nacional realizou a demolição do monumento, uma ação intensificada de desmantelamento das comemorações comunistas na Polônia realizada desde a agressão russa deste ano contra a Ucrânia.
Desde 1945, a cidade pertence à Polônia. Byczyna é descrita como uma das cidades mais antigas da Silésia.

## Demografia
Byczyna está subordinada ao Serviço de Estatística em Opole, sucursal em Prudnik.
Conforme os dados do Escritório Central de Estatística da Polônia (GUS) de 31 de dezembro de 2024, Byczyna é uma cidade muito pequena com uma população de 3 340 habitantes (28.º lugar na voivodia de Opole e 698.º na Polônia), tem uma área de 5,8 km² (36.º (penúltimo) lugar na voivodia de Opole e 823.º lugar na Polônia) e uma densidade populacional de 577 hab./km² (17.º lugar na voivodia de Opole e 541.º lugar na Polônia). Nos anos 2002-2024, o número de habitantes diminuiu 10,5%.
Os habitantes de Byczyna constituem cerca de 5,48% da população do condado de Kluczbork, constituindo 0,36% da população da voivodia de Opole.
| Descrição                         | Total      | Total   | Mulheres   | Mulheres | Homens     | Homens  |
| --------------------------------- | ---------- | ------- | ---------- | -------- | ---------- | ------- |
| unidade                           | habitantes | %       | habitantes | %        | habitantes | %       |
| população                         | 3 340      | 100     | 1 726      | 51,7     | 1 614      | 48,3    |
| superfície                        | 5,8 km²    | 5,8 km² | 5,8 km²    | 5,8 km²  | 5,8 km²    | 5,8 km² |
| densidade populacional (hab./km²) | 577        | 577     | 298,3      | 298,3    | 278,7      | 278,7   |

## Monumentos históricos

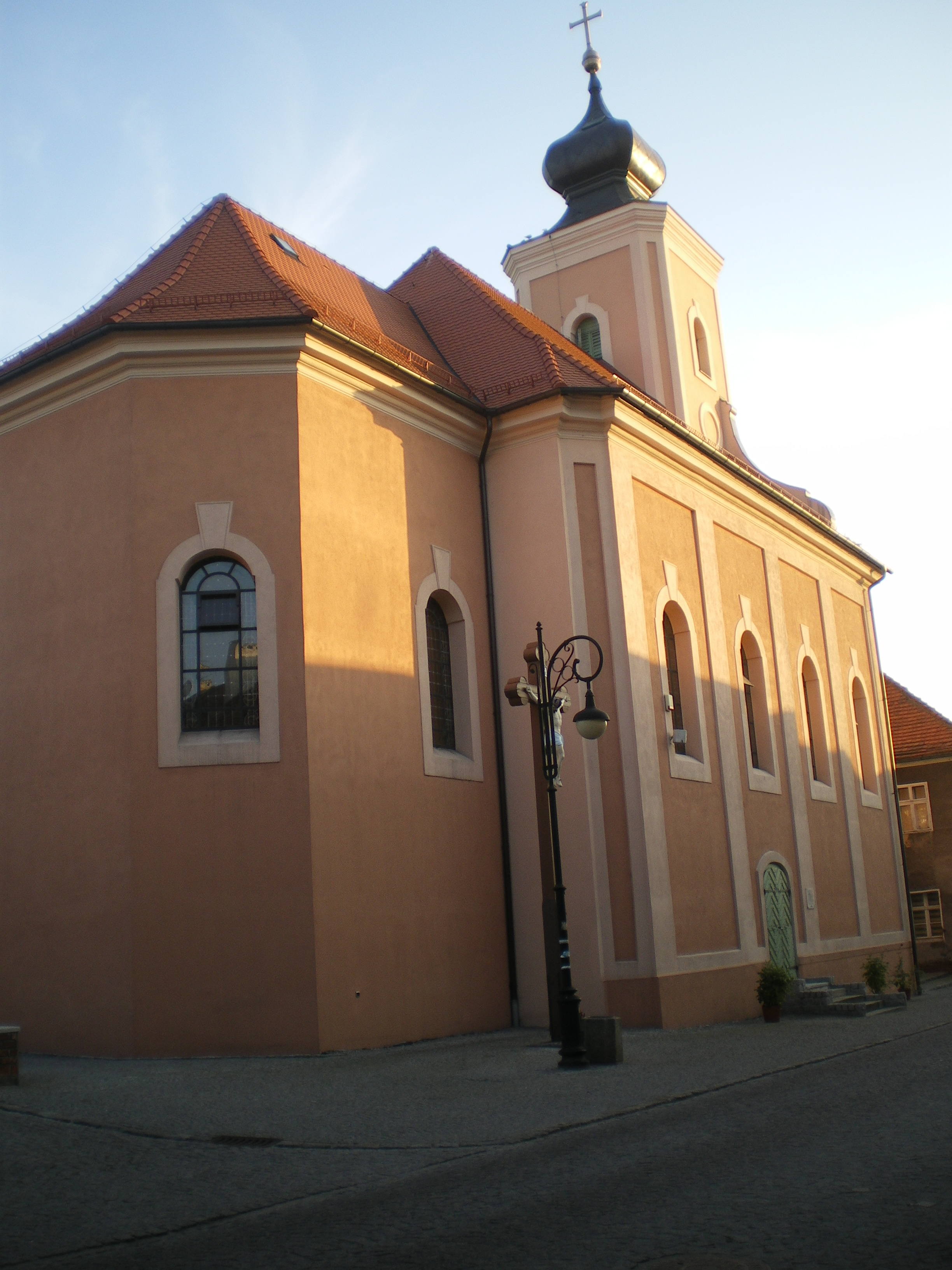
Igreja barroca da Santíssima Trindade de 1767

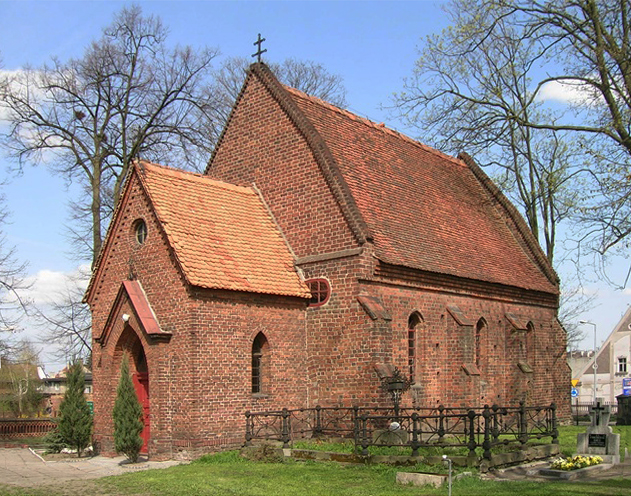
Capela gótica de Santa Edviges da Silésia do século XIV

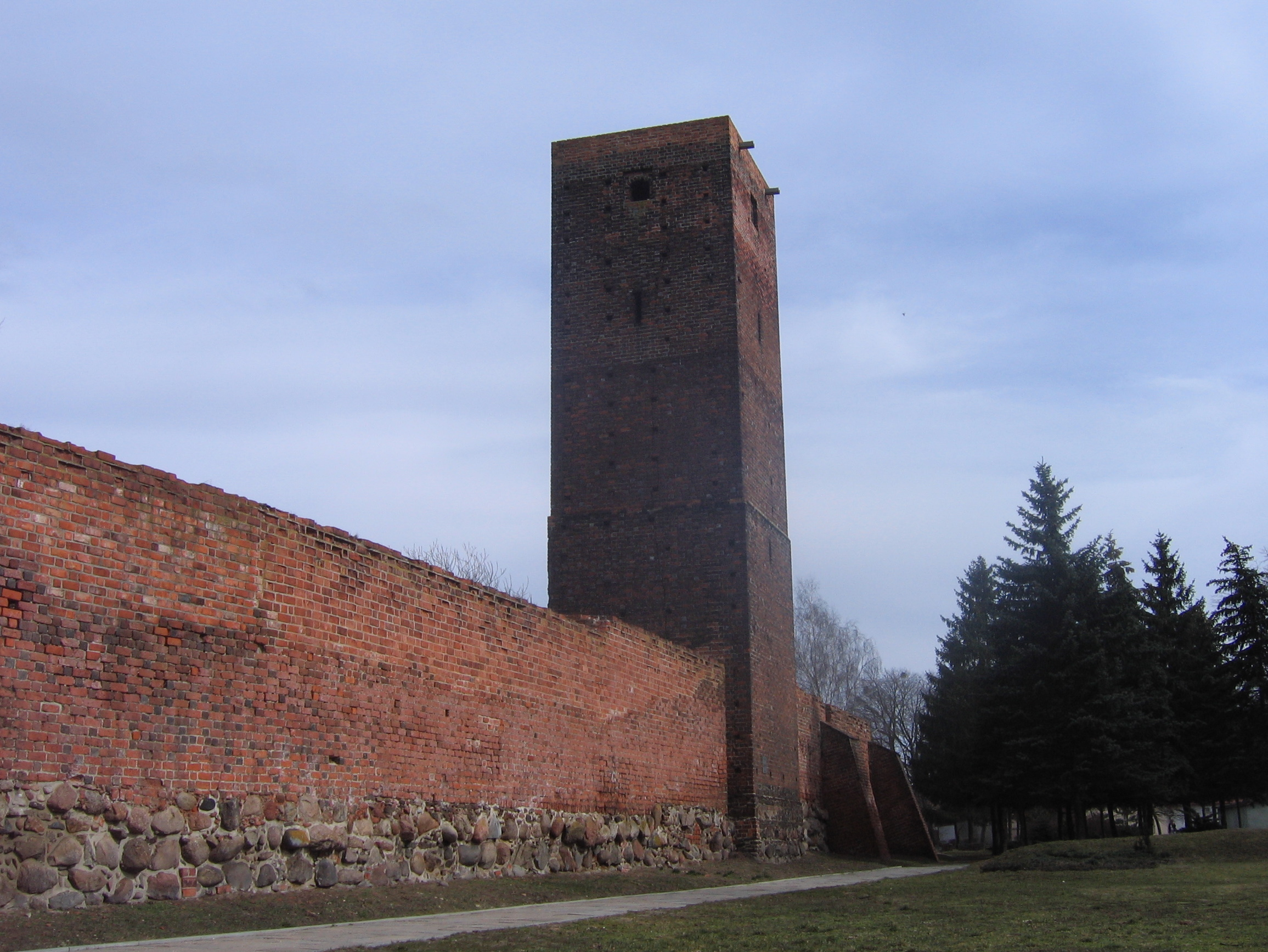
Muralhas defensivas com a Torre Sul

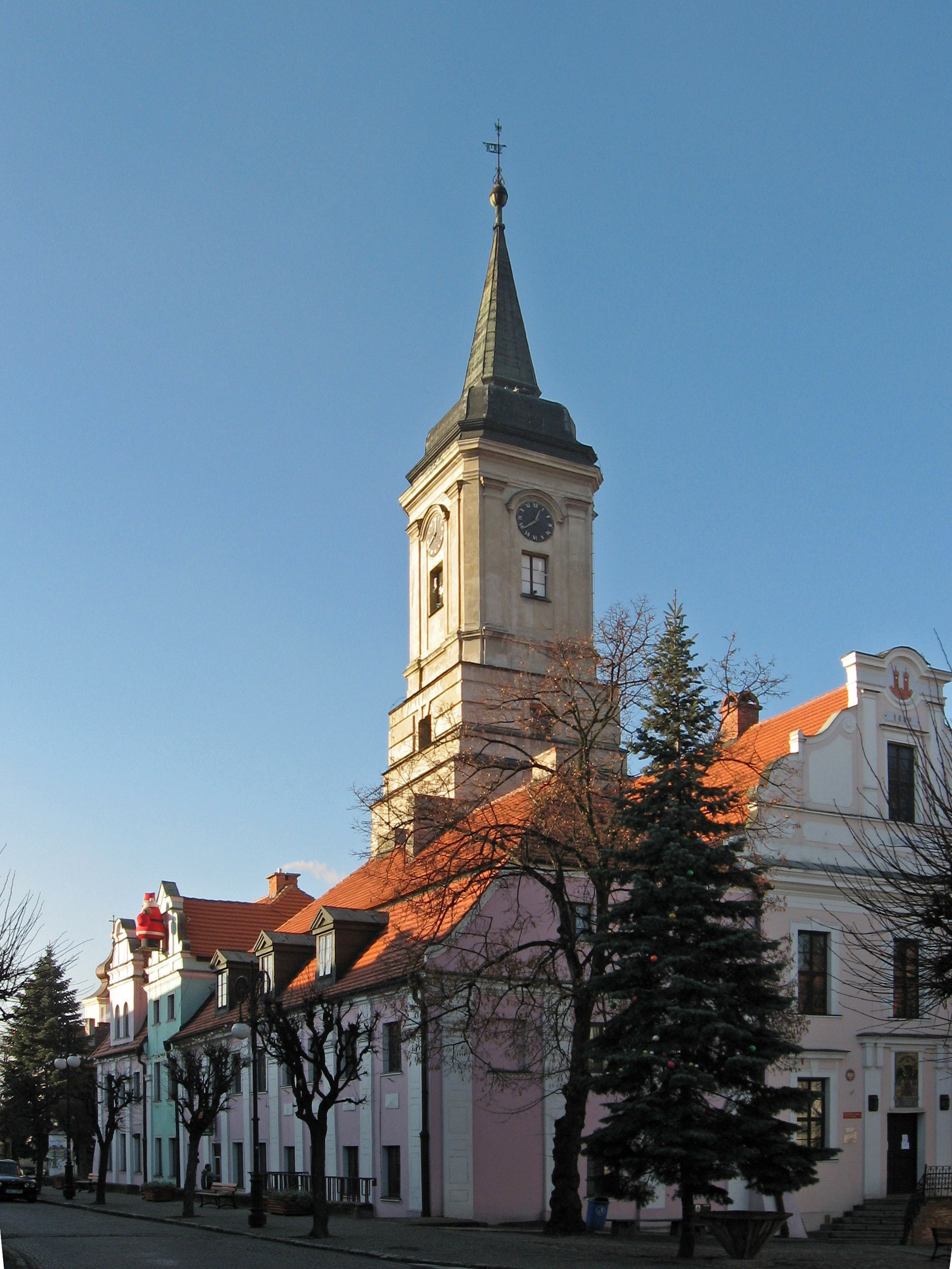
Prefeitura

A cidade manteve muito de sua aparência original, sendo considerada uma das cidades mais interessantes da voivodia de Opole.
Estão inscritos no registro provincial de monumentos:
- Complexo urbano
- Igreja paroquial da Santíssima Trindade, estilo barroco de 1767
- Igreja evangélica de São Nicolau, final do século XIV — do tempo do pároco Albert Opala no século XVI, século XIV, estilo gótico, após a reforma em 1888 o interior é mantido no estilo neo-gótico; no interior a placa epitáfio do pastor Opala e sua família com a imagem do batismo de Jesus no rio Jordão
- Capela de Santa Edviges da Silésia (no cemitério municipal), em estilo gótico do século XIV, reconstruída nos séculos XVI-XVII
- Túmulo do padre Herman Koelling, no cemitério municipal, rua Kluczbourska, 1902
- Túmulo de Franciszek Lazar, no cemitério paroquial, rua Poznanska, 1969
- Parque municipal, meados do século XIX
- Muralhas medievais, com a Torre Piaskowa e um fosso, séculos XV-XVI. Byczyna é uma das poucas cidades na Polônia onde as muralhas medievais foram quase completamente preservadas, presumivelmente construídas na virada dos séculos XV e XVI, circundam a cidade com uma linha oval, o comprimento das fortificações é de 912,5 m, são feitas de pedras e tijolos, sobre as fundações de rochedos irregulares cravados com arenito, as fortificações consistem em uma fileira de paredes, torres e um bastião, a altura média das muralhas é de 5,5–6 m, espessura de 1,35-1,7 m
  - Portão — Torre Oeste, a chamada “Alemã”, do século XV — em pedra quebrada, provavelmente erguida à altura original das muralhas, tijolos na parte superior, edificada em planta quadrada, agora coberta por uma cobertura plana, no rés do chão existe um corredor pontiagudo perfurado no final do século XIX, acima dela, buracos estreitos e duas janelas semicirculares em cada alçado, colocadas em nichos retangulares, a norte, um portal contíguo à torre
  - Portão século XV Torre Leste, a chamada “Polônia”, do século XV
  - Bastião sul, o chamado “Piaskowa”, século XVI
  - Fosso — a forma atual do fosso remonta a 1940, trutas foram criadas nele por muitos anos, originalmente o fosso da cidade cercava a cidade ao longo da linha de fortificação, o fosso preservado é conectado ao parque da cidade
- Prefeitura com as casas circundantes — a prefeitura original da virada dos séculos XV e XVI, restaurada no estilo barroco-classicista no século XVIII. Foi completamente incendiada em 1945, cuidadosamente reconstruída conforme o estilo antigo, foi colocada em uso em 25 de janeiro de 1968 — no 380.º aniversário da derrota do arquiduque Maximiliano. Os porões históricas originais e o cartucho de 1709 foram preservados.
- Casa com anexo, rua Długa 5, medos do século XVIII, XX
- Casas, rua Długa 6, 12,14, século XIX
- Casas, rua Kościelna 12 (d. 16), 14 (d. 18), 16 (d. 20), século XIX
- Casas, rua Krótka 2 (demolida), 4
- Casa, rua 3 Maja 21, século XIX
- Prédios residenciais e casas históricas — na praça principal, nas ruas da Cidade Velha e seus edifícios mais próximos fora das muralhas, especialmente nas ruas: Rynek, Floriańska e Około:
  - Casas, rua Floriańska 16, 17 (demolidas)
  - Casas, rua Floriańska 20, 22
  - Casas, rua Okrężna 1, 2 (demolida), 3, 7, 19, 21, 23, 25, 31, 33, 35, 37, 41, século XIX
  - Casas, na praça principal 3 (d. 18), 4 (d. 17), 6 (d. 15), 12 (d. 35), 12a, 13 (I) (d. 33), 13 (II) (d. 34), 14 (d. 32), 15 (d. 31), 16 (d. 30), 18 (d. 28), 20 (d. 24), XVIII w., XIX w.
- Casa, rua Stawowa 16
- Casa, praça Wolności 4 (d. 2)
- Celeiro, atualmente armazém, rua Długa 30, meados do século XIX
- Complexo do moinho, rua Wąska 4, século XIX
- Forja, rua Okręna 19, século XIX/século XX

outros monumentos:
- Monumento que comemora a Batalha de Byczyna.

## Cultura

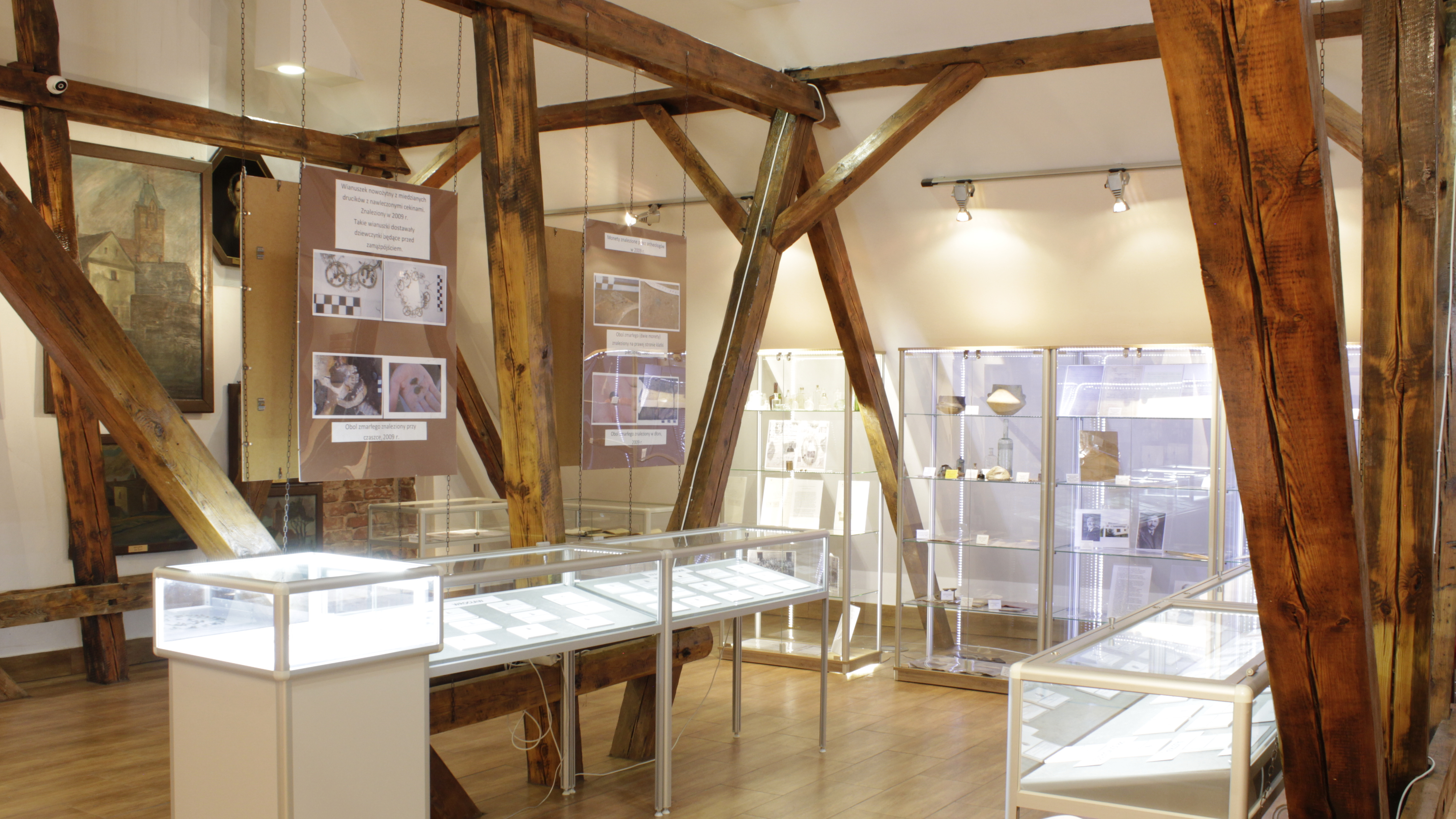
Câmara de Tradições em Byczyna

A Prefeitura de Byczyna abriga uma Câmara de Tradição e um ponto de observação, inaugurado em 24 de janeiro de 2011. Na Câmara de Tradição, os bens culturais da comuna de Byczyna são coletados e disponibilizados. As exposições permanentes são dedicadas, entre outros temas, à Batalha de Byczyna, a Jan Zamojski, aos insurgentes locais da Silésia, ao passado e ao presente de Byczyna e à rebelião no alojamento do guarda-florestal na vizinha Kluczów. Nas exposições, também podemos ver moedas de pesquisas arqueológicas, medalhas, condecorações, documentos e objetos doados por habitantes locais, pinturas que mostram Byczyna no passado, mas também feitas pelos habitantes da comuna.
No salão do Conselho Municipal de Byczyna há uma cópia da pintura de Jan Matejko “Jan Zamojski pod Byczyną”, que foi pintada por Stanisław Chomiczewski, Daniel Pielucha e Jan Wołek e uma réplica de uma armadura de hussardo.

## Eventos

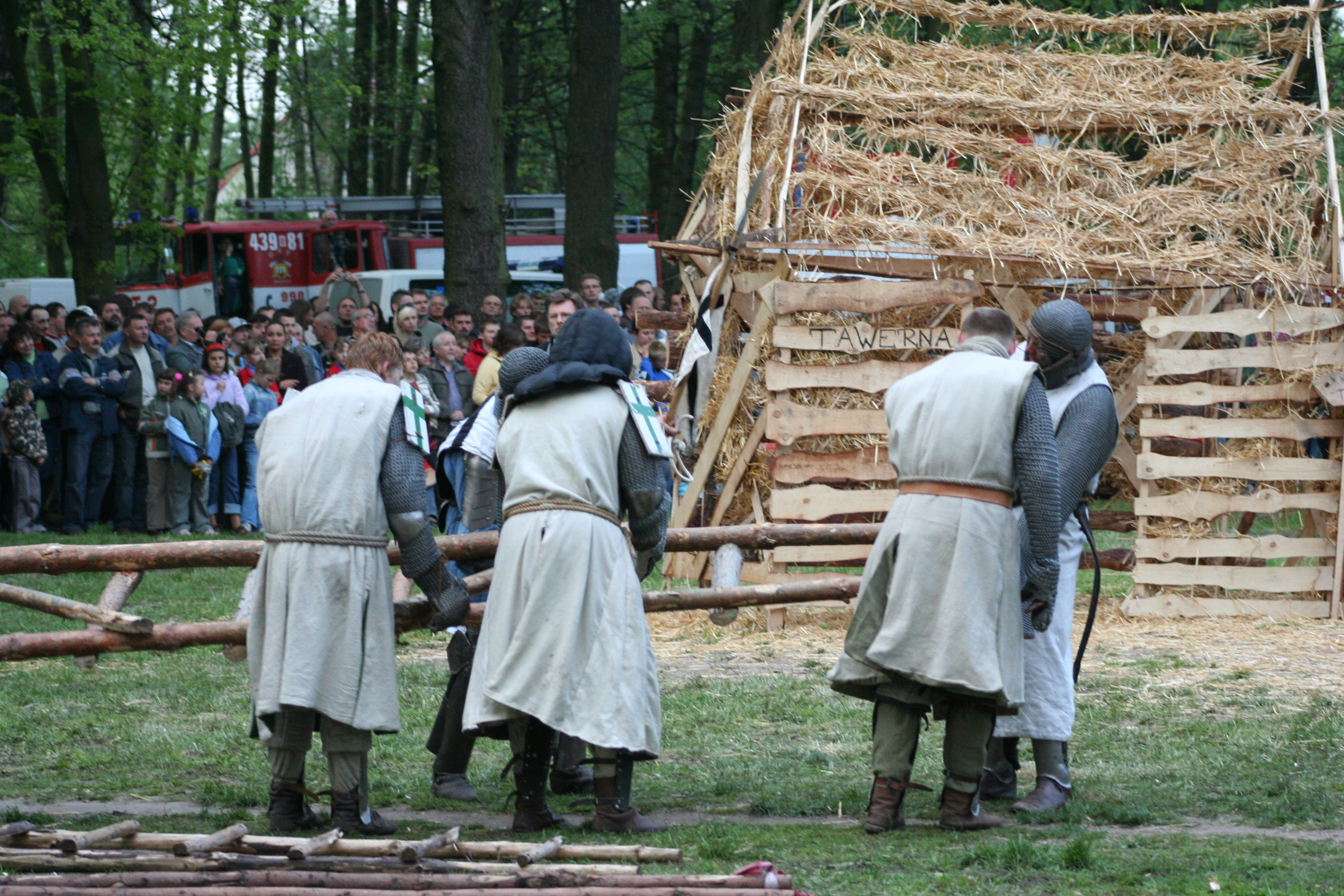
Torneio Internacional de Cavaleiros

Duas vezes por ano, o Torneio Internacional de Cavaleiros acontece em Byczyna, geralmente no início de maio e setembro. Em setembro de 2007, o torneio foi acompanhado pela inauguração de um reduto de cavaleiro recém-construído, estilizado como uma vila medieval.
Os medalhas de ouro dos jogadores de futebol veteranos ficam nesta cidade. Entre os participantes destes eventos estiveram: Kazimierz Górski, Antoni Piechniczek e Grzegorz Lato.
Desde 2004, em agosto, a Convenção para os amantes do Behemoth da Caverna da Fantasia é realizada em Byczyna, como parte do torneio Heroes of Might and Magic III.
Desde 2018 (ou seja, desde a terceira edição, já que ambas as anteriores foram realizadas em Gliwice), o festival Black Silesia Open Air, voltado principalmente para o Black e Death metal underground, mas também para o Heavy, Speed e Thrash metal, é realizado na fortaleza dos Cavaleiros em meados de junho.

## Esportes
Os clubes esportivos da cidade são:

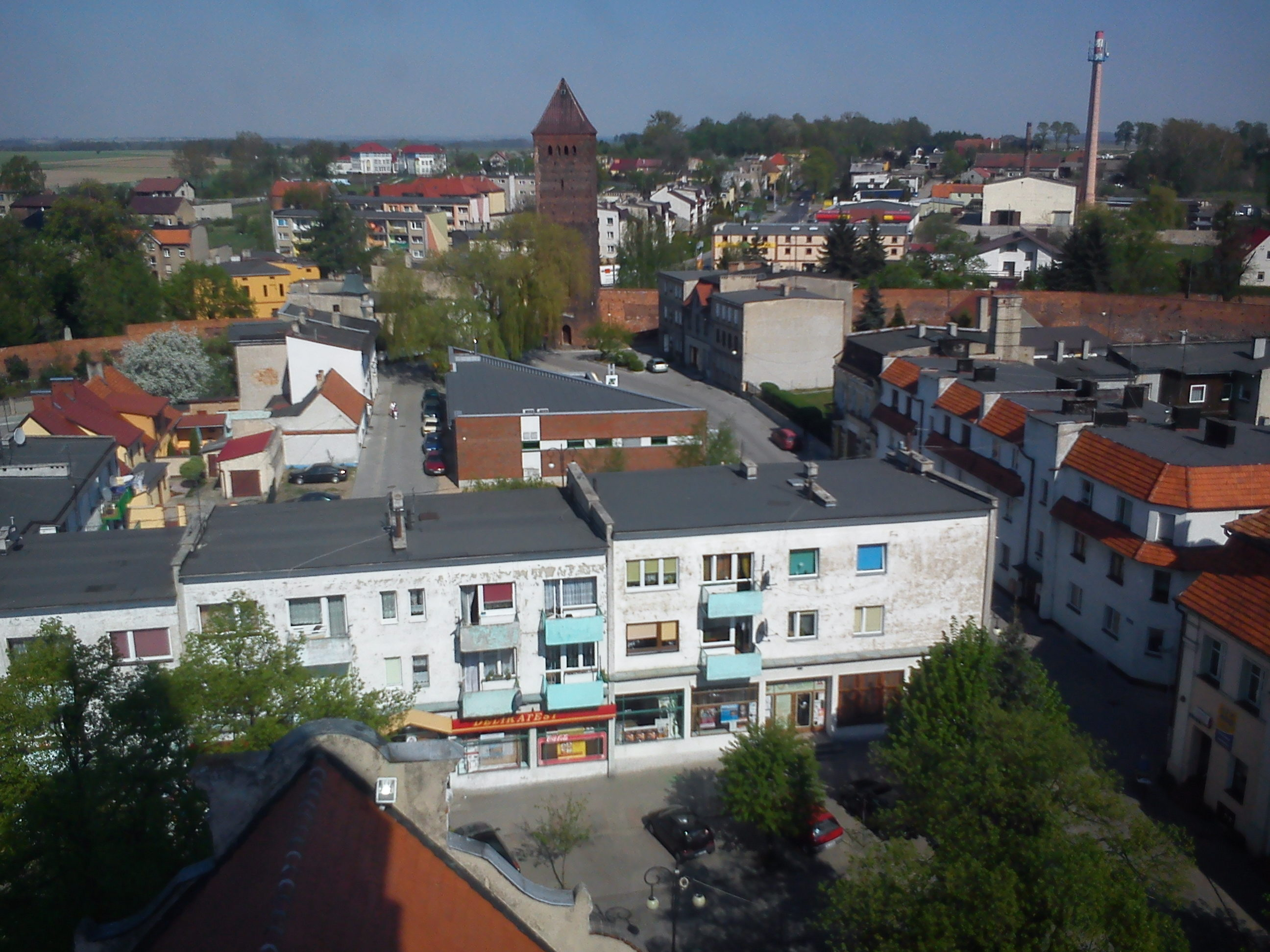
Byczyna, vista da torre da prefeitura

- Hetman Byczyna — Liga Distrital — Opole
- GUKS Byczyna — tênis de mesa — III liga de Opole
- OK Byczyna — caratê tradicional

## Transportes

### Transporte rodoviário
A seguinte estrada nacional passa por Byczyna:
- : Kołobrzeg — Poznań — Byczyna — Lubliniec — Bytom

A rede é complementada pela estrada da voivodia:
- : Byczyna — Gorzów Śląski — Olesno

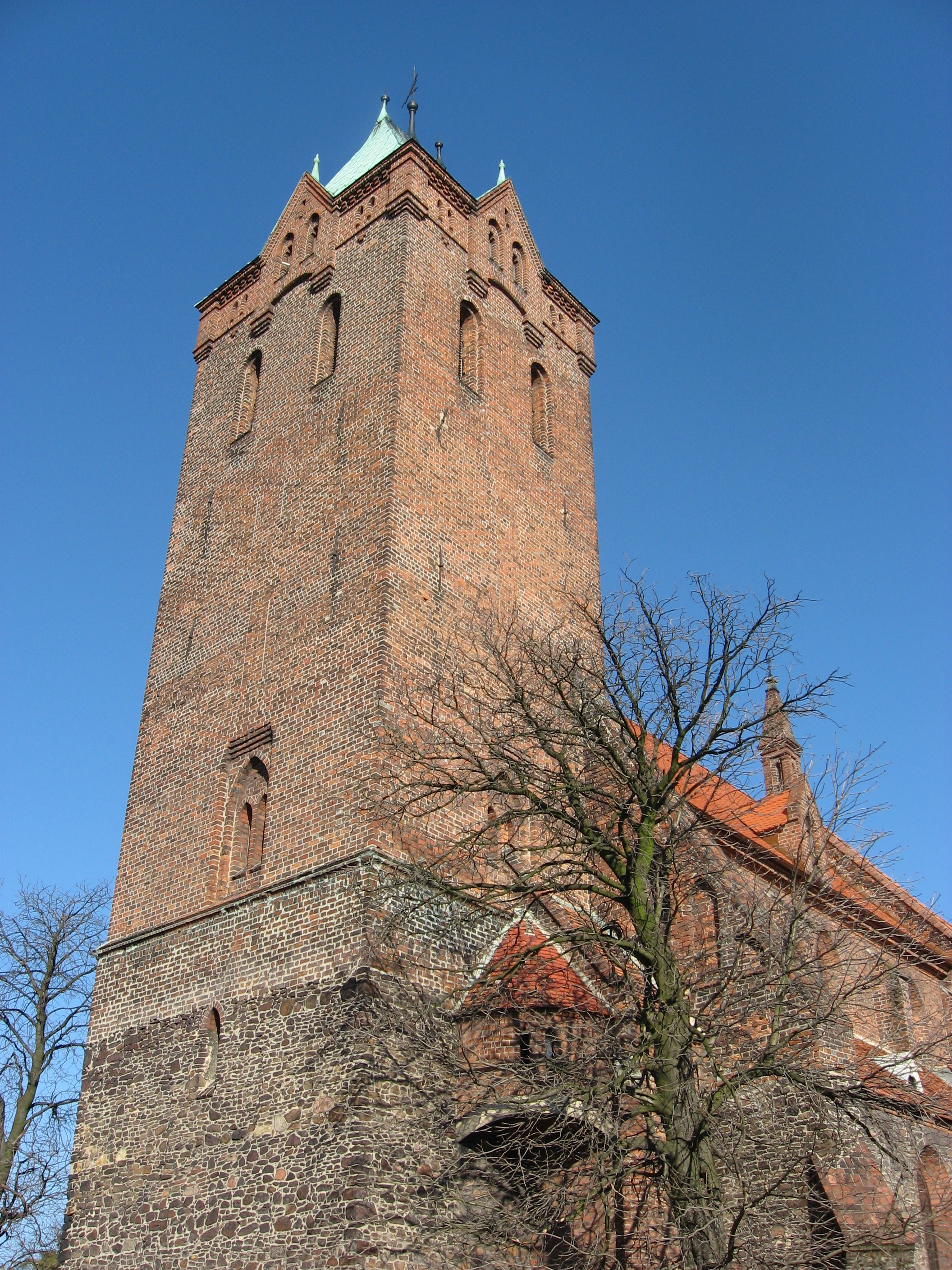
Igreja evangélica de São Nicolau

### Transporte ferroviário
- A linha ferroviária Poznań — Lubliniec atravessa a cidade.

## Religião

### Comunidades religiosas

#### Igreja Evangélica de Augsburg
- A paróquia é um ramo da paróquia evangélica em Wołczyn, igreja de São Nicolau, praça Wolności 1.

#### Igreja Católica na Polônia
- Paróquia católica da Santíssima Trindade, rua Parkowa 5.[29]

#### Testemunhas de Jeová
- Igreja Kluczbork–Byczyna